# メディカル一光
株式会社メディカル一光（メディカルいっこう）は、三重県を地盤として調剤薬局を経営する企業である。ハピコム（旧イオン・ウエルシア・ストアーズ）に属する。持株会社の株式会社メディカル一光グループが東京証券取引所スタンダード市場に上場している。

## 概要
三重県を中心に、北は北海道から南は島根県まで調剤薬局を展開しており、「フラワー薬局」の店舗ブランドで展開している。（店舗によっては「フラワー薬局」を用いず、独自名称で展開している。）

## 沿革
- 1985年
  - 4月17日 - 調剤薬局の経営を目的に株式会社メディカル一光を設立。
  - 6月 - 三重県に第1号店を開設。
- 1986年4月 - 大阪府に進出。
- 1994年11月 - 愛知県に進出。
- 1996年
  - 4月 - 福井県に進出。
  - 8月 - 北海道に進出。
  - 10月 - 医療法人財団公仁会への病院施設の賃貸業務を譲り受け、不動産事業を開始。
- 1997年
  - 7月 - 奈良県に進出。
  - 10月 - ジャスコ株式会社（現・イオン株式会社）と業務・資本提携。
- 1998年2月 - 京都府に進出。
- 2002年7月 - 兵庫県に進出。
- 2004年
  - 4月 - 滋賀県に進出。
  - 11月 -  ジャスダックに上場。
- 2005年
  - 8月 - 島根県に進出。
  - 9月21日 - 株式会社グローバル総合研究所（愛知県名古屋市）と資本業務提携し介護事業に進出。
  - 10月25日 - 有料老人ホームなどの運営を行う株式会社ヘルスケア一光を設立。
- 2006年
  - 3月1日 - 当社の医薬品卸事業を会社分割により分社化し、株式会社メディシン一光を設立。
  - 3月27日 - 株式会社グローバル総合研究所株式を追加取得し、持分法適用関連会社化。
  - 4月19日 - 平安薬局株式会社・有限会社メデコア（神奈川県小田原市）の出資持分を全て取得し、2社を子会社化。
- 2007年
  - 5月10日 - ハウス食品株式会社・イオン株式会社の第三者割り当てにより、合計1,200株の新株式を発行。
  - 7月25日 - 株式会社山梨薬剤センター（山梨県山梨市）を子会社化。
- 2008年11月20日 - インサイダー取引規制回避を目的に、役員持株会を創設。
- 2009年
  - 5月21日 - 東邦薬品株式会社（東邦ホールディングス株式会社の完全子会社）と業務提携を結ぶ。
  - 12月15日 - グローバル総合研究所と資本・業務提携を解消。一部株式を売却したことで2010年2月28日付けで持分法適用関連会社から除外（2013年1月25日に保有していた残りの株式も売却）。
- 2010年2月15日 - 株式会社クオールと資本・業務提携を結ぶ。同月17日には株式会社メディパルホールディングスとも資本・業務提携を結ぶ（ハピコム傘下企業でクオール及びメディパルホールディングスと提携を結ぶのはグローウェルホールディングス株式会社（現・ウエルシアホールディングス株式会社）に続き2社目である）。
- 2011年9月1日 - 有限会社クローバー（埼玉県所沢市）の全株式を取得し、完全子会社化。
- 2012年
  - 2月16日 - 株式会社メディパルホールディングスとの業務提携に付随する資本提携を解消。業務提携そのものは維持される。
  - 3月30日 - 株式会社さつき（京都府京都市）の全株式を取得し、完全子会社化[1]。
  - 4月17日 - 投資業務を行う完全子会社として株式会社ヘルスケア・キャピタルを設立[2]。
- 2013年12月1日 - 新本社ビル完成に伴い、本店を移転。
- 2014年
  - 3月1日 - 
    - 子会社の株式会社メディシン一光が行っていた医薬品卸事業を簡易吸収分割により当社に承継（8年ぶりに自社体制に戻す）[3]。
    - グループ内でのヘルスケア事業等の組織再編を行い、当社子会社の株式会社ヘルスケア一光と株式会社さつきを株式交換により株式会社ヘルスケア・キャピタルの傘下に移行し、株式会社ヘルスケア・キャピタルを当社の中間持株会社に移行（同年3月5日には株式会社ヘルスケア一光の保有する有限会社カナエの株式を現物分配により株式会社ヘルスケア・キャピタルに移行する）[4]。
    - 子会社の株式会社ヘルスケア・キャピタルが有限会社三重高齢福祉会の全株式を取得[5]。

  - 4月1日 - 子会社の株式会社ヘルスケア・キャピタルが株式会社ハピネライフケアの全株式を取得[6]。
  - 7月1日 - 子会社の株式会社メディケアサポートが調剤薬局3店舗を新規取得したことにより、静岡県へ進出[7]。
  - 8月29日 - 有限会社倉田保険事務所と資本業務提携[8]（2017年7月に解消）。
  - 12月1日 - 子会社の株式会社ヘルスケア・キャピタルが株式会社YMCの全株式を取得[9]。
- 2015年
  - 3月1日 - 子会社の平安薬局株式会社と有限会社メデコアを吸収合併[10]。子会社の株式会社ヘルスケア一光が有限会社カナエを吸収合併[11]。
  - 6月1日 - 有限会社ボンボンの全株式を取得[12]。
- 2016年
  - 3月1日 - 子会社の株式会社ヘルスケア・キャピタルが株式会社YMCを吸収合併[13]。子会社の株式会社メディケアサポートが有限会社ボンボンを吸収合併[14]。
  - 4月1日 - 大豊薬品株式会社（愛知県豊橋市）の全株式を取得し、完全子会社化[15]。
  - 8月1日 - 有限会社ツルカメ調剤薬局（福井県越前市）の全株式を取得し、完全子会社化[16]。
  - 9月1日 - 子会社の株式会社ヘルスケア・キャピタルがウェルフェアー株式会社の全株式を取得[17]。
  - 11月1日 - 子会社の株式会社ヘルスケア・キャピタルが株式会社さつきの全株式を、株式会社まんぼうへ譲渡。これにより、株式会社さつきが当社の連結対象から除外された[18]。
- 2017年
  - 3月1日 - 孫会社の株式会社ハピネライフケアが同社子会社の株式会社ケアスタッフと有限会社ハピネカンパニーを吸収合併[19]。
  - 9月1日 - 孫会社の株式会社ヘルスケア一光が同じく孫会社の株式会社ハピネライフケアを吸収合併し、株式会社ハピネライフ一光に商号変更[20]。
- 2018年3月1日 - 株式会社エファーの全株式を取得し、完全子会社化[21]。
- 2019年9月1日 - 持株会社体制に移行。株式会社メディカル一光は株式会社メディカル一光分割準備会社へ調剤薬局事業および医薬品卸事業を承継し、株式会社メディカル一光グループに商号変更。株式会社メディカル一光分割準備会社は株式会社メディカル一光（2代）に商号変更[22]。
- 2020年
  - 3月1日 - 株式会社メディカル一光が株式会社メディケアサポートおよび有限会社ツルカメ調剤薬局を吸収合併[23]。
  - 11月1日 - 子会社の株式会社ハピネライフ一光が株式会社ライフケアの全株式を取得[24]。
- 2022年3月1日 - 株式会社メディカル一光が株式会社山梨薬剤センターおよび大豊薬品株式会社を吸収合併し、有限会社クローバーの事業を譲受[25]。

## 店舗一覧
（）内は「フラワー薬局」名義の店舗数
- 三重県:41店舗（38店舗）
  - 桑名市:3店舗（3店舗）
  - 四日市市:10店舗（10店舗）
  - 鈴鹿市・亀山市:5店舗（5店舗）
  - 伊賀市・名張市:12店舗（11店舗）
  - 津市・松阪市:9店舗（7店舗）
  - 伊勢市・玉城町:2店舗（2店舗）
- 大阪府:8店舗（7店舗）
- 兵庫県:2店舗（2店舗）
- 奈良県:1店舗
- 京都府:11店舗（10店舗）
- 滋賀県:5店舗（4店舗）
- 愛知県:11店舗（3店舗）
- 島根県:1店舗（1店舗）
- 福井県:5店舗（3店舗）
- 北海道:2店舗
- 神奈川県:1店舗
- 埼玉県:2店舗（2店舗）
- 山梨県:2店舗（1店舗）

## 関連会社
- 株式会社メディカル一光（三重県津市）
  - 有限会社クローバー（埼玉県所沢市）
  - 株式会社エファー（埼玉県さいたま市西区）
- 株式会社ヘルスケア・キャピタル（三重県津市） - ヘルスケア部門に関連した投資事業
- 株式会社ハピネライフ一光（三重県津市） - ヘルスケア事業子会社管理、有料老人ホーム等の運営
  - 有限会社三重高齢者福祉会（三重県津市） - 有料老人ホームの運営、通所介護、居宅介護支援
  - ウェルフェアー株式会社（京都府京都市南区） - グループホームの運営、通所介護、居宅介護支援
  - 株式会社ハピネライフケア鳥取（鳥取県米子市） - 介護事業
  - 株式会社ライフケア（愛知県一宮市）